# 1996년 동계 아시안 게임
1996년 동계 아시안 게임은 1996년 2월 4일부터 2월 11일까지 중국 헤이룽장성 하얼빈에서 열렸다.
이 대회는 원래 1995년에 조선민주주의인민공화국 삼지연에서 개최될 예정이었지만 조선민주주의인민공화국 올림픽 위원회가 1992년 7월 25일에 환경 보호를 이유로 개최권을 반납하였다. 이후 대한민국이 같은 해 12월 1일, 중국이 12월 25일 아시아 올림픽 평의회(OCA)에 각각 유치를 신청하였다. 양국의 유치 경쟁이 심해지자 OCA는 본 대회와 직후 대회인 제4회 대회의 개최지를 함께 결정하기로 하였다. 1993년 12월 2일 쿠웨이트 총회에서 OCA는 3회 대회가 1996년 중국에서, 4회 대회가 1999년 대한민국에서 개최된다고 발표하였다.

## 참가국
- 대한민국
- 레바논
- 마카오
- 몽골
- 일본
- 우즈베키스탄
- 이란
- 인도
- 중국 (개최국)
- 중화 타이베이
- 카자흐스탄
- 쿠웨이트
- 타지키스탄
- 태국
- 파키스탄
- 홍콩

## 종목
- 알파인 스키
- 바이애슬론
- 크로스컨트리 스키
- 피겨 스케이팅
- 프리스타일 스키
- 아이스하키
- 쇼트트랙
- 스피드스케이팅

### 시범 종목
- 스키점프

## 메달 집계
| 순위 | 국가         | 금메달 | 은메달 | 동메달 | 합계 |
| ---- | ------------ | ------ | ------ | ------ | ---- |
| 1    | 중국         | 15     | 7      | 15     | 37   |
| 2    | 카자흐스탄   | 14     | 9      | 8      | 31   |
| 3    | 일본         | 8      | 14     | 10     | 32   |
| 4    | 대한민국     | 8      | 10     | 8      | 26   |
| 5    | 우즈베키스탄 | 0      | 1      | 1      | 2    |
| 합계 | 합계         | 45     | 41     | 42     | 128  |

## 대회 이모저모
- 참가국은 17개국이고 참가선수는 453명이다.
- 4년 주기 개최 원칙으로 보면 이 대회는 1994년에 개최되어야 하지만 1994년부터 동계 올림픽이 4년 주기로 개최되면서 동계 올림픽과 겹치는 것을 피하기 위해서 동계 올림픽 다음 해에 개최하는 것으로 결정하여 1995년에 개최하도록 했다. 그러나 원래 개최지로 결정되었던 조선민주주의인민공화국이 개최권을 반납하여 개최지가 변경되면서 한 해 더 연기되어 1996년에 개최되었다.
- 카자흐스탄, 우즈베키스탄, 태국이 처음으로 참가했다.
- 중국은 대회 사상 처음으로 종합 1위의 성적을 거두었다.
- 일본은 2진급 선수들을 파견하여 종합 3위의 성적을 거두었다.
- 조선민주주의인민공화국은 불참하였다.